# 酒井葉子
酒井 葉子（さかい ようこ、2003年2月6日 - ）は日本の女優。パーティープロダクション所属。茨城県東海村出身。

## 出演

### 舞台
- コルバタ平山組「南十字星〜波照間日記〜」（2020年3月）- 長谷川役
- コルバタ合同公演松井組「青く、淡いから」（2021年7月） - 磯原佳代 役
- 名前のない演劇祭赤参加アナログ饅頭「URASHIMA」（2022年3月） - ベニオウギ 役
- 朝倉薫プロデュースガールズハイパーミュージカル「遙かなるミドルガルズ2022」（2022年4月） - ガーディアンデイジー/菱倉忍 役
- 第4回かつしか文学賞　舞台公演「立石ロッキー」(2022年9月)　- 宇崎小春役
- オフィス3〇〇「ぼくらが非情の大河をくだる時―新宿薔薇戦争」(2022年10月)[2]
- 天然少女vol7「Latimeria」（2023年 1月）- Bキャスト ジュリ役
- 劇団水色革命10周年記念公演「一歩一歩」（2023年 7月）- 伊藤かりん役
- スタジオユーキース公演「誓橋」（2023年11月）-陽子役
- 劇団玖の一族  旗揚げ公演 カルマ・パラドックス 第一輪廻「孤独の宿命を背負しもの」- A班 ルイーザ役  (2023年3月)
- ○□気格 第3回公演「かがやいた不純」（2024年10月）[3]

### MV
- SHOW-GO 「LEGACY」（2022年）
- GReeeeN 「勿忘草」（2023年）

### SHOW
- CHANEL メディエダールコレクション　ダンサー出演（2023年）

### TV
- NHK 「沁みる夜汽車2024恩愛〜母の弁当〜」主演 奈津生役 (2024年)

### SHOW
- CHANELメディエダールコレクション2023ダンサー(2023年)

### VP
- ATREE プロモーションVP出演（2022年）

### ラジオ
- ワロップ放送局「あいまいみーきゃん」（2022年4月） - レギュラー